# Estación Huelén
Huelén es una estación ferroviaria ubicada en la localidad de Huelén, en el  Departamento Quemú Quemú, Provincia de La Pampa, Argentina.

## Ubicación
La estación se encuentra ubicada a 120 km de la ciudad capital, Santa Rosa y a 10 km de Quemú Quemú

## Servicios
No presta servicios de pasajeros. Sus vías están concesionadas a la empresa de cargas Ferroexpreso Pampeano